# 亚历山德罗·斯特拉代拉
亚历山德罗·斯特拉代拉（義大利語：Alessandro Stradella，1639年4月3日—1682年2月25日），意大利作曲家。早年曾被瑞典皇后聘用为歌手，1678年移居热那亚，1682年被谋杀。作品主要为康塔塔和大协奏曲，对大协奏曲体裁的产生与完善有重大贡献。
斯特拉代拉生活放荡，其轶事曾被德国作曲家弗洛托编为歌剧。